# Phoebis
Genre
Le genre Phoebis regroupe des lépidoptères (papillons) de la famille des Pieridae et de la sous-famille des Coliadinae.

## Dénomination
- Le genre Phoebis a été décrit par l'entomologiste allemand Jakob Hübner en 1819[1].
- L'espèce type est Phoebis cypris (Hübner)

### Synonymie
- Colias (Hübner, 1819)[2] Attention le genre Colias ( Fabricius, 1807.) existe bien.
- Callidryas (Boisduval & Leconte, 1830)[3]
- Metura (Butler, 1873)[4] Attention le genre Metura (Walker, 1855) existe bien.
- Parura (Kirby, 1896)[5]

## Répartition
Tous les Phoebis ont leur aire de répartition en Amérique.

## Liste des espèces
- Phoebis agarithe (Boisduval, 1836) (six sous-espèces présentes du Mexique à Haïti.
- Phoebis argante (Fabricius, 1775).
  - Phoebis argante argante au Brésil et en Uruguay.
  - Phoebis argante chincha Lamas, 1976 au Pérou.
  - Phoebis argante comstocki Avinoff, 1944 à la Jamaïque.
  - Phoebis argante larra (Fabricius, 1798)
  - Phoebis argante martini Comstock, 1944 à Porto Rico.
  - Phoebis argante minuscula (Butler, 1869) à Cuba.
  - Phoebis argante rorata (Butler, 1869) en République dominicaine.
  - Phoebis argante ssp au Mexique.
- Phoebis avellaneda (Herrich-Schäffer, 1864) à Cuba.
- Phoebis bourkei (Dixey, 1933) présent en Équateur.
- Phoebis editha (Butler, 1870) présent à Haïti.
- Phoebis godartiana Swainson.
- Phoebis neocypris (Hübner, [1823]) dans le sud de l'Amérique du nord et le nord de l'Amérique du sud.
  - Phoebis neocypris neocypris au Brésil.
  - Phoebis neocypris rurina C. & R. Felder, 1861 au Mexique, Brésil, Venezuela, en Colombie, au Pérou et en Équateur.
  - Phoebis neocypris virgo (Butler, 1870) au Mexique, Guatemala et Costa Rica.
  - Phoebis neocypris ssp en Guyane Française
- Phoebis philea (Linnaeus, 1763) au Brésil, à Cuba et en Guyane Française.
- Phoebis sennae (Linnaeus, 1758), la Piéride des jardins en Amérique du nord et toute l'Amérique du sud.
- Phoebis trite (Linnaeus, 1758).

Phoebis philea - Muséum de Toulouse